# Basquetebol do Futebol Clube do Porto
O Futebol Clube do Porto é um clube desportivo da cidade do Porto, Portugal, onde se praticam diversas modalidades. O presente artigo é sobre a sua secção de basquetebol, cuja equipa de seniores joga na Liga Portuguesa, o principal escalão da modalidade em Portugal.

## História
O basquetebol chegou a Portugal no ano de 1913, porém a sua introdução no FC Porto deu-se apenas em 1926, feita por um grupo de sócios portistas. Nesse mesmo ano, o clube portista contribuiu para fazer da cidade do Porto a grande força motora do basquetebol em Portugal, através da criação da Associação de Basquetebol do Porto (primeira no país) e da Federação Portuguesa de Basquetebol, em 1927.
As décadas de trinta e quarenta não foram muito férteis em títulos para o Porto, mas ainda assim a prática da modalidade foi-se solidificando num clube que se mostrava cada vez mais eclético. O clube participa no primeiro Campeonato de Portugal, em 1932/33, porém o primeiro título só vem quase duas décadas depois com o bicampeonato em 1951/52 e 1952/53, tendo o clube antes disso deambulado entre a primeira e a segunda divisão nacional.
A maior lenda do basquetebol portista chega no início da década de setenta. O seu nome é Dale Dover e tinha sido um dos mais importantes jogadores da Universidade de Harvard nos anos anteriores. Com Dover como jogador-treinador, o Porto reconquista o título nacional 19 anos depois. Nesta altura, a equipa portista jogava em casa emprestada, habitualmente no Pavilhão Rosa Mota ou no pavilhão do Futebol Clube de Gaia, tendo passado a atuar no complexo das Antas quando foi concluída a construção do Pavilhão Américo de Sá.
Em 1978/79, por iniciativa de Matos Pacheco (dirigente do basquetebol do Porto desde o início dos anos cinquenta) e Jorge Araújo, dá-se a profissionalização da modalidade no clube. A mudança é notória ao vencer, nessa mesma temporada, o Camponato Nacional e, pela primeira vez na história portista, a Taça de Portugal, completando, assim, a conquista da dobradinha nacional.
Em 1995, a Liga de Clubes, fundada seis anos antes, organiza a primeira liga profissional, tendo o Porto vencendido as duas primeiras edições. Sensivelmente na mesma altura, a equipa muda-se em definitivo para o Pavilhão Rosa Mota, onde disporia de melhores condições de trabalho. Dois anos depois, em 1997, é criada a FC Porto, Basquetebol, SAD, a par da FC Porto, Futebol, SAD. 
Ainda que o Porto esteja entre os principais candidatos ao título em qualquer das competições nacionais, o seu desempenho a nível internacional é modesto, reflexão da posição do basquetebol português face às restantes federações europeias e mundiais. As melhores prestações europeias do clube sucederam em 1997 e 2000, anos em que atingiu os quartos-de-final da EuroCup (conhecida como Taça Saporta a partir de 1998). Em 1999, Paulo Pinto, então jogador do Porto, foi eleito pela FIBA como um dos 50 melhores jogadores da Europa, sendo incluído na lista de candidatos a integrar a seleção oeste do EURO ALL STAR.
No final da época 2011/12 os responsáveis pela secção comunicaram à equipa técnica que a equipa principal deixaria de competir na Liga, tendo a FC Porto Basquetebol, SAD sido dissolvida. Foi iniciado um projeto de formação com a designação de FC Porto Dragon Force, liderado pelo treinador Moncho López, tendo em 2012/13 a equipa principal chegado à final da competição do CNB 2. Na época seguinte, a Dragon Force participou no segundo escalão do basquetebol nacional, a Proliga, e apesar de se sagrar campeão manteve-se no segundo escalão, onde garantiu o bicampeão em 2014/15. Na temporada 2015/16, após o retorno ao primeiro escalão (deixando a designação de FC Porto Dragon Force), o clube conquista o Campeonato e a Taça Hugo dos Santos, ambos sobre o Benfica.

## Plantel
| N.º | Posição | Jogador          |
| --- | ------- | ---------------- |
| 1   | Base    | Miguel Maria     |
| 10  | Base    | Max Landis       |
| 12  | Base    | Anthony Barber   |
| 14  | Base    | Apolo Caetano    |
| 17  | Base    | Luís Silva       |
| 90  | Base    | Charlon Kloof    |
| 15  | Extremo | Tanner Omlid     |
| 22  | Extremo | Nuno Sá          |
| 3   | Poste   | Cleveland Melvin |
| 4   | Poste   | Keven Gomes      |
| 6   | Poste   | Yago Carrera     |
| 7   | Poste   | João Guerreiro   |
| 11  | Poste   | Miguel Queiroz   |
| 25  | Poste   | Phil Fayne       |

### Equipa Técnica
| Equipa Técnica  | Equipa Técnica  | Equipa Técnica    | Equipa Técnica    | Equipa Técnica    |
| --------------- | --------------- | ----------------- | ----------------- | ----------------- |
| Fernando Sá     | Fernando Sá     | Treinador         | Treinador         | Treinador         |
| João Gonçalves  | João Gonçalves  | Treinador Adjunto | Treinador Adjunto | Treinador Adjunto |
| Raul Santos     | Raul Santos     | Treinador Adjunto | Treinador Adjunto | Treinador Adjunto |
| Júlio Matos     | Júlio Matos     | Team Manager      | Team Manager      | Team Manager      |
| Equipa Médica   |                 |                   |                   |                   |
| Diogo Ferreira  | Diogo Ferreira  | Fisioterapeuta    | Fisioterapeuta    | Fisioterapeuta    |
| Guilherme Neves | Guilherme Neves | Fisioterapeuta    | Fisioterapeuta    | Fisioterapeuta    |

 Atualizado em 1 de setembro de 2023

## Palmarés

### Masculino

#### Nacional
- Campeonato Nacional: 12

1951/52, 1952/53, 1971/72, 1978/79, 1979/80, 1982/83, 1995/96, 1996/97, 1998/99, 2003/04, 2010/11, 2015/16
- Campeonato Metropolitano: 1

1971/72
- Taça de Portugal: 16

1978/79, 1985/86, 1986/87, 1987/88, 1990/91, 1996/97, 1998/99, 1999/00, 2003/04, 2005/06, 2006/07, 2009/10, 2011/12, 2018/19, 2023/24, 2024/25
- Taça Hugo dos Santos: 8

1999/00, 2001/02, 2003/04, 2007/08, 2009/10, 2011/12, 2015/16, 2020/21
- Supertaça: 8

1986, 1997, 1999, 2004, 2011, 2016, 2019, 2024
- Troféu António Pratas: 1

2010/11
 Atualizado em 23 de março de 2025